# NGC 1927
NGC 1927 је ознака објекта на координатама са ректансцензијом 5h 28m 42,9s и деклинацијом - 8° 22" 38'. Открио га је Џон Хершел, 8. јануара 1831. Каснијим посматрањима на том положају није уочен никакав астрономски објекат.